# Google Santa Tracker
Google Sigue a Papá Noel (en inglés Google Santa Tracker) es un programa de entretenimiento con temática de Navidad lanzado en 2004 por Google, que simula el seguimiento de Papá Noel en Nochebuena, y que también permite a los usuarios jugar, ver, y aprender a través de pequeñas actividades que hay implementadas durante todo el año. Desde entonces se han llevado a cabo varias actualizaciones hasta llegar al Google Santa Tracker actual. Fue inspirado por su rival NORAD Tracks Santa, que ha operado desde 1955.

## Cómo funciona el sitio
Google Sigue a Papá Noel es una web y una aplicación móvil ambientada con temática navideña. Está disponible y se puede utilizar en cualquier momento del año gracias a sus diferentes juegos interactivos y videos animados. En el momento en el que se visita el sitio, se puede observar un contador con una cuenta regresiva que indica cuanto tiempo falta para que Santa salga con sus renos del Polo Norte.
Cada Nochebuena, se activa una función que dura aproximadamente un día en la que Google Sigue a Papá Noel empieza a simular el rastreo de Papá Noel. El mapa muestra cómo Papá Noel viaja por todo el planeta haciendo paradas por varias ciudades del mundo y va entregando regalos en las ciudades que visita. Santa viaja aproximadamente un huso horario al oeste por hora. Santa inicia su viaje por el mundo desde el Polo Norte, realiza su primera parada en la localidad rusa de Providéniya, pasadas más de 24 horas llega a su último destino repartiendo regalos en las islas estadounidenses de Hawái y desde allí parte hacia el Polo Norte para finalizar su travesía mundial.
Por cada ciudad que Papá Noel visita, los primeros párrafos del correspondiente artículo en Wikipedia son mostrados, dando una visión resumida de la ciudad. El sitio web también muestra fotos con la ciudad en el fondo y con Papá Noel o sus ayudantes en primer plano. Junto a estos datos, se muestra un contador que señala la cantidad de regalos que ha entregado Santa, el tiempo que le falta para llegar a su próximo destino o irse de su actual localización, y el nombre de la próxima ciudad que visitará. La información del clima es tomada de The Weather Channel.
El sitio web incluye un Huevo de Pascua el cual se puede encontrar en el lado izquierdo de la pantalla de inicio, concretamente en la mesa en la que hay un elfo vestido de rojo junto a una antena roja y circular, situada debajo del gran árbol de Navidad y a la derecha de la casa de jengibre. Al hacer clic en la zona de la mesa, se accede a un sitio exclusivo de "Sigue a Santa" de estilo retro y 8 bits, el lugar es meramente estético, ya que incluye diez juegos interactivos que forman parte de la página original.
En el contexto de la pandemia de COVID-19 (2020-2021), Papá Noel, Mamá Noel, elfos y demás acompañantes navideños portaron cubrebocas instando a respetar las medidas de bioseguridad frente a la alta incidencia de contagios alrededor del mundo a causa de la enfermedad ocasionada por el SARS-CoV-2.

## Actividades del sitio
- Oli bajo el mar: es un cuento ilustrado e interactivo que trata la historia del narval Oli, que con ayuda de diferentes animales marinos y terrestres, conseguirá tener un árbol de Navidad marino.
- Crea tu duende: esta actividad se basa en personalizar un duende. Hay varias opciones personalizables, como el tono de piel, el color de la ropa y el gorro, el pelo, los complementos y el paisaje. Una vez el usuario ya ha creado su duende puede compartirlo a través de un enlace que se obtiene con el botón verde a la derecha de la pantalla, y puede hacer una fotografía con el botón rojo de la izquierda. Además, se incluye un botón que permite crear un duende de forma aleatoria.
- Selfie con Santa: en esta actividad hay que personalizar la barba y el pelo de Papá Noel, utilizando varios aerosoles de colores y otros utensilios de peluquería. El look final de Santa Claus se puede compartir a través de un enlace obtenido con un botón a la derecha de la pantalla.
- Laboratorio de programación: es un juego interactivo en el que hay que guiar a un elfo para conseguir un regalo. Para que elfo consiga su objetivo, hay que especificar las direcciones que debe de seguir, como si de un simple código se tratase.
- Viaje en ferrocarril: es un juego que mezcla en 2D y el 3D donde un duende está subido a un vagón que realiza un recorrido por una estancia decorada con elementos navideños. Consiste en entregar regalos a los diferentes duendes que van apareciendo a lo largo del camino haciendo clic sobre ellos.
- Guía la bola: esta actividad consiste en guiar varias bolas de chuchería por bastones de caramelo para llevarlas hacia una tolva en la parte inferior, utilizando las flechas del teclado para guiarlas. Si una bola cae fuera, esta vuelve a salir por la parte superior.
- ¡Que no se caiga el regalo!: el juego se basa en transportar regalos hacia el saco de Papá Noel colocando cintas, muelles y engranajes por la pantalla.
- Pelea de bolas de nieve: es un juego de estilo Battle Royale, en el que el usuario controla un elfo con el ratón a través de un mapa helado que se va haciendo más pequeño con el paso del tiempo, en el que el objetivo es derrotar a los enemigos lanzándoles bolas de nieve.
- Presentes y prisas: este juego puede ser jugado por 1 jugador o 2 jugadores. El objetivo es construir juguetes mientras se controla a una duende a través de varios mapas en los que hay que esquivar pingüinos que provocan un gran rebote en el jugador que puede provocar la caída del personajes, además, hay placas de hielo que le añaden dificultad al juego.
- Tradiciones festivas: en esta actividad se pueden conocer y descubrir tradiciones navideñas de varios rincones del mundo.
- Entrega los regalos: como bien indica su nombre, en este juego hay que lanzar regalos desde un trineo para así conseguir puntos.
- Traducciones: esta actividad permite conocer cuales son las traducciones de varias palabras relacionadas con la Navidad.
- Pintura navideña: en esta actividad no hay ningún objetivo, se basa en un lienzo en blanco en el cual se puede colorear y dibujar con distintas herramientas de dibujo y colores.
- Dibujo rápido: cuando el juego da comienzo, se muestra un concepto relacionado con la Navidad que el jugador debe de dibujar en un lienzo, mientras el usuario está dibujando, una inteligencia artificial intenta adivinar lo que está pintando.
- Zona de pruebas nevada: en esta actividad se pueden realizar construcciones a partir de objetos nevados.
- ¿Dónde está Papá Noel?: el juego está inspirado en los libros de ¿Dónde está Wally?, en el que hay que encontrar distintos personajes navideños en diversos mapas tematizados.
- Elfo propulsado: en este juego el usuario controla un duende equipado con una mochila propulsada, en el que hay que recolectar objetos navideños mientras se esquivan enemigos.
- Pingüino atraparregalos: en esta actividad hay que guiar a un pingüino a través de una superficie helada y resbaladiza mientras se recolectan regalos, y evitando caer en el agua.
- Esquí élfico: el juego se basa en controlar un duende esquiador mientras se recogen regalos para conseguir puntos y evitando chocar contra los árboles.
- Carrera de obstáculos de Rudolph: en este juego hay que controlar el trineo de Rudolph mientras se recolectan regalos, evitando salir del camino nevado.
- Tiempo de regalos: en esta actividad hay 5 bolas de Navidad disponibles para colorear, cada dibujo está unido a una organización educativa sin ánimo de lucro.
- Baile de código: este juego permite confeccionar coreografías a partir de movimientos predeterminados, en base al orden en el que el jugador defina los movimientos, el duende los imitará.
- Festival del envoltorio: el juego está inspirado en las máquina arcade de baile. Símbolos de flechas salen de la parte inferior de la pantalla y suben hasta la parte superior, el usuario debe de hacer clic en la flecha correcta cuando el icono está colocado en el lugar correcto.
- Jam session de los elfos: en este juego se puede crear una banda musical formada por elfos, hay varios elfos disponibles y cada uno de ellos toca un instrumento diferente, pudiéndolo combinar al gusto del jugador.
- Test de geografía: la actividad se basa en colocar las siluetas de los países correctamente en un mapa. Hay varios niveles que empiezan por mapas continentales, mientras que el nivel final es un mapa del mundo.
- Reno a la carrera: este juego tiene un formato similar al 'Dino Game' de Google, en el que el jugador controla un reno mientras recoge regalos y evita obstáculos.
- Elfo de altos vuelos: en este juego hay que controlar a un elfo que vuela en ala delta. Mientras se esquivan los obstáculos, hay que lanzar regalos a las chimeneas de las casas del mapa.